# Мартирано Ломбардо
Мартира̀но Ломба̀рдо (на италиански: Martirano Lombardo) е село и община в Южна Италия, провинция Катандзаро, регион Калабрия. Разположено е на 520 m надморска височина. Населението на общината е 1127 души (към 2012 г.).